# Sedlari (Valjevo)
Pour les articles homonymes, voir Sedlari.
Sedlari (en serbe cyrillique : Седлари) est une localité de Serbie située sur le territoire de la Ville de Valjevo, district de Kolubara. Au recensement de 2011, elle comptait 1 362 habitants.
Sedlari est officiellement classé parmi les villages de Serbie.

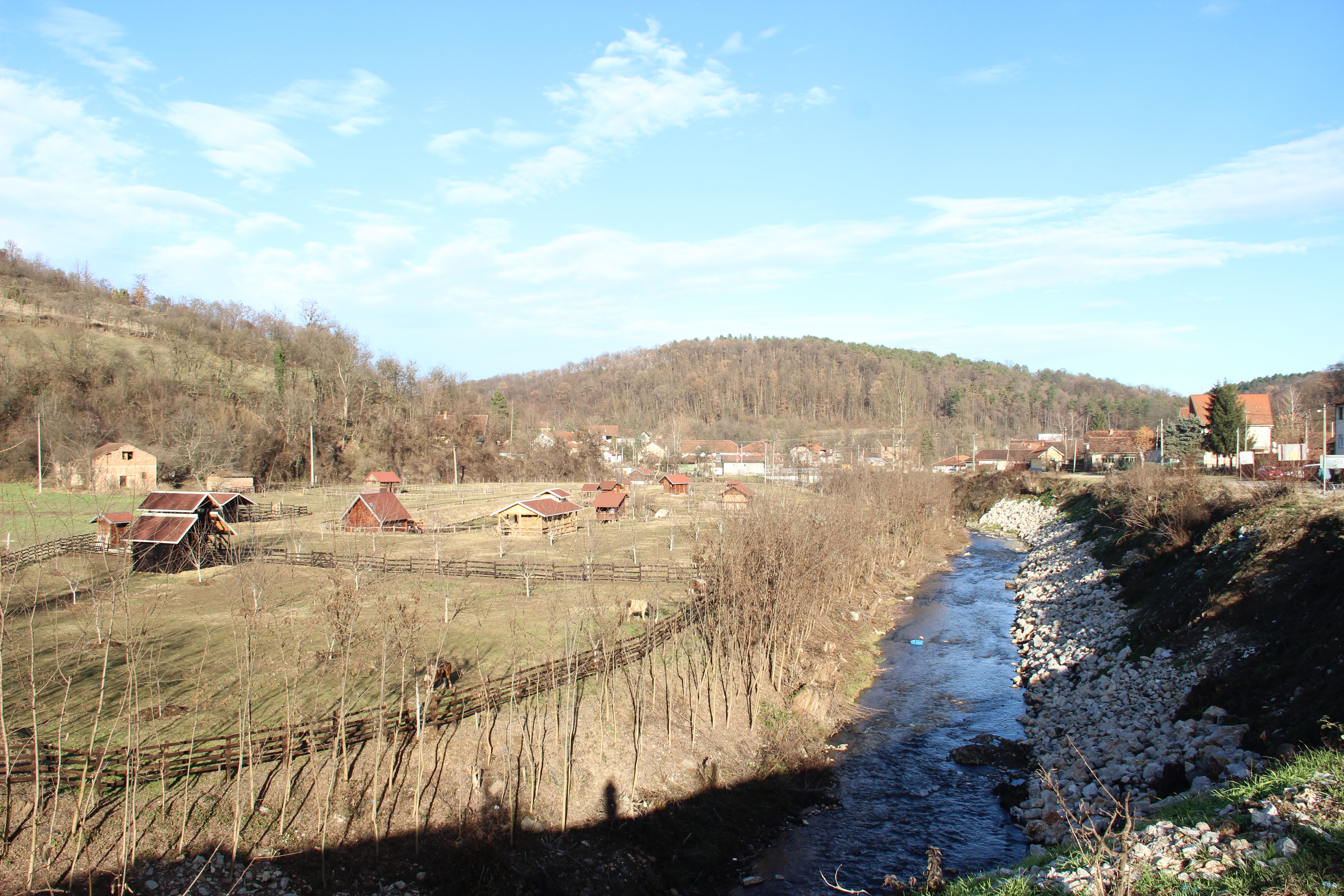
Sedlari - panorama
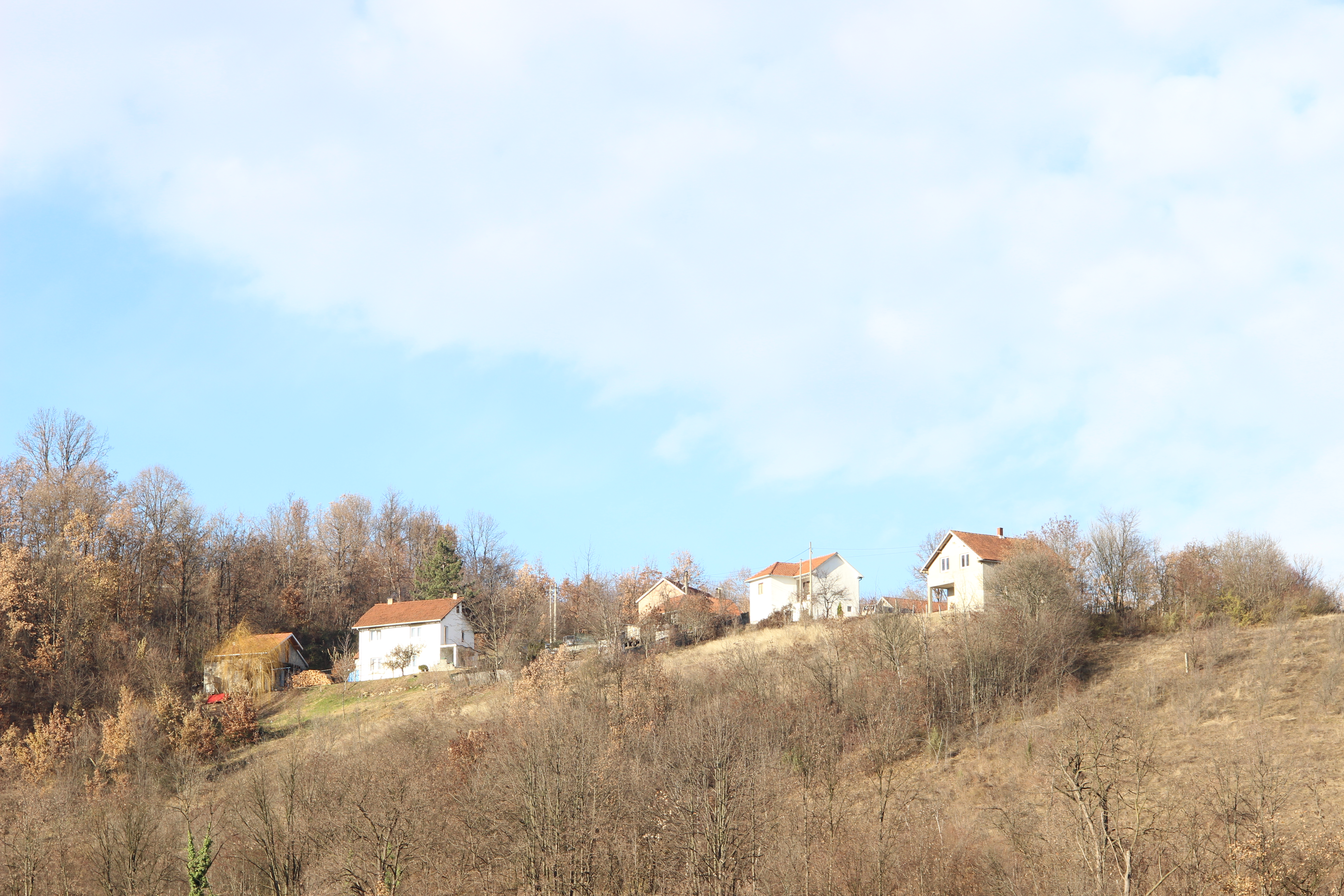
Sedlari - panorama
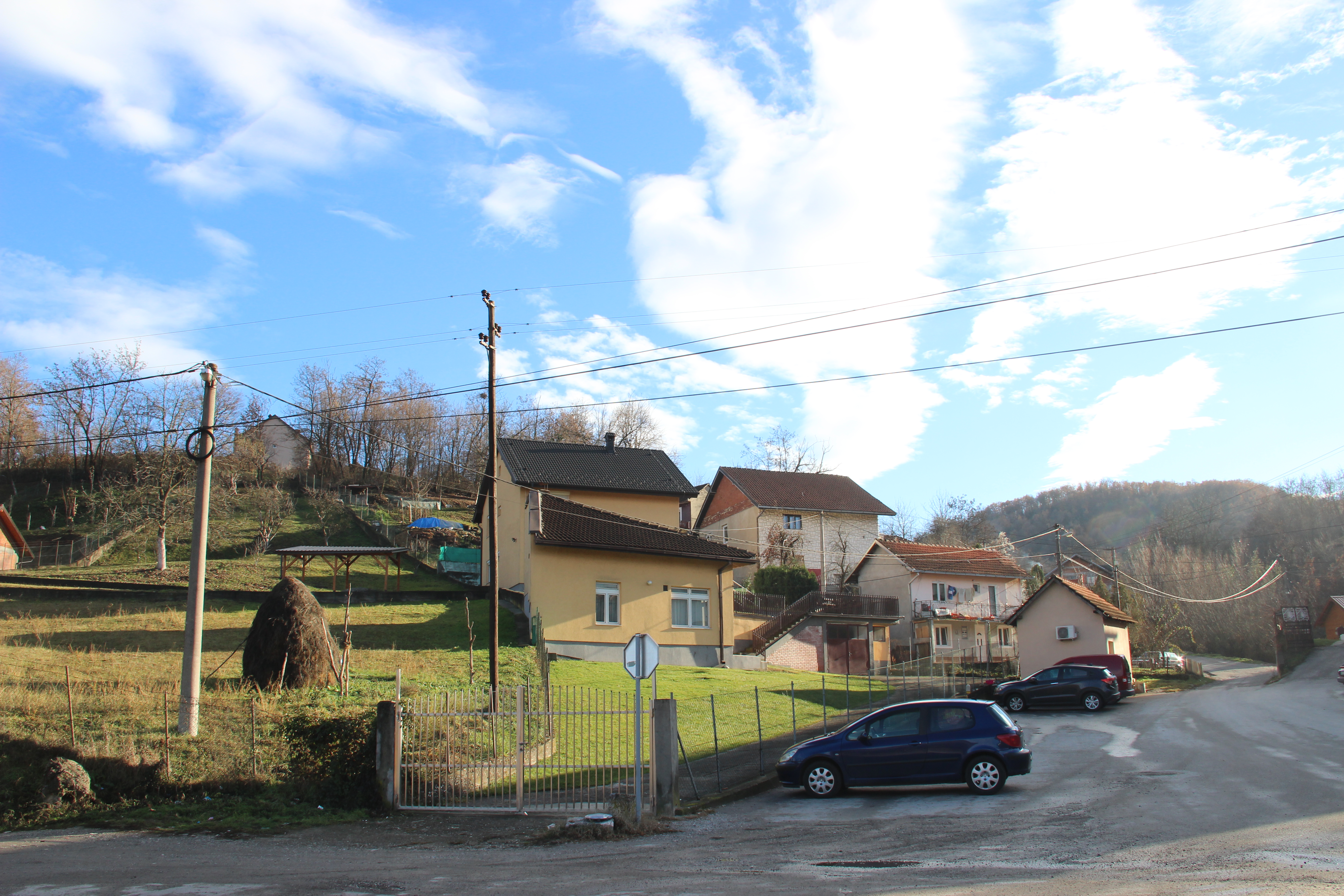
Sedlari - panorama
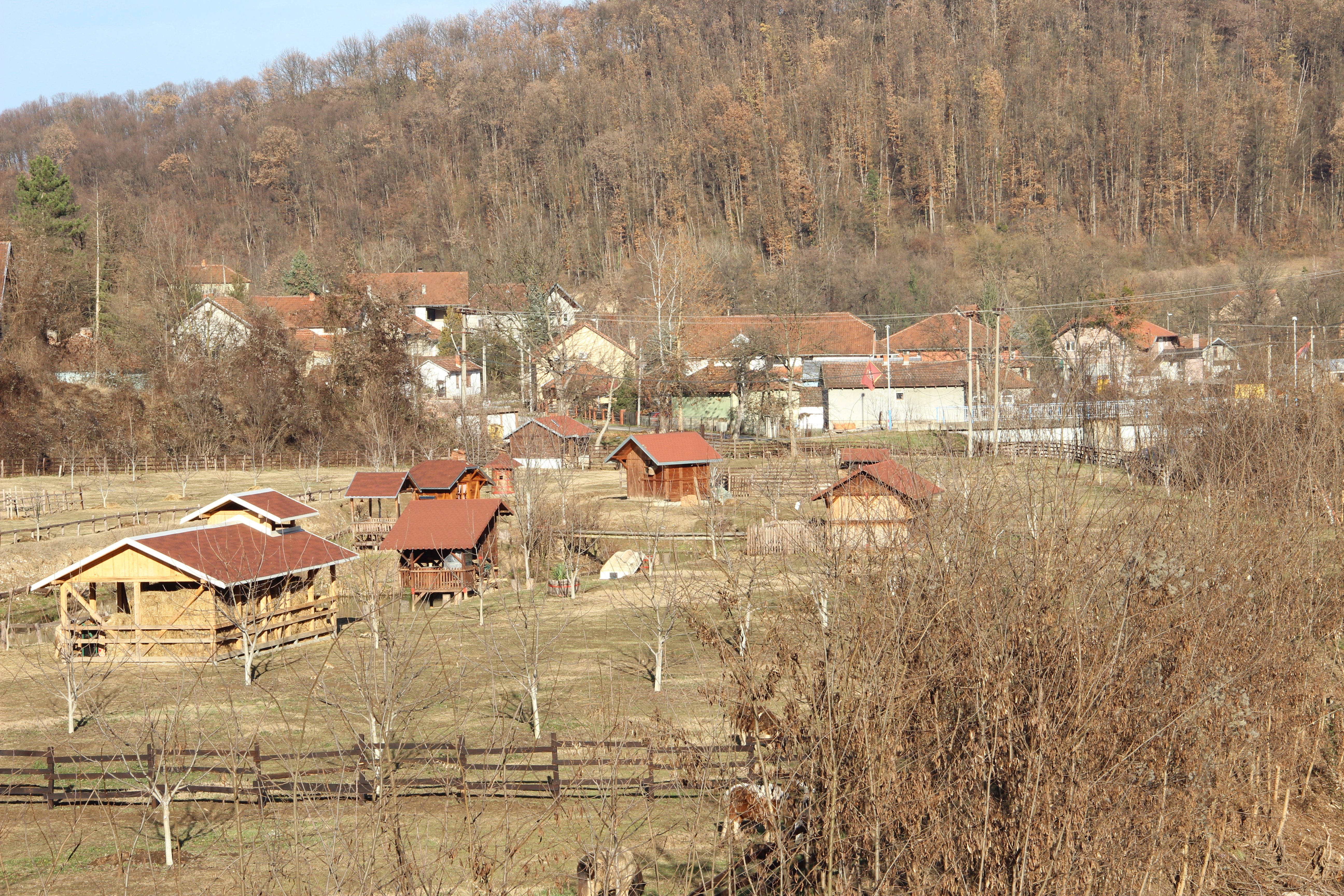
Sedlari - panorama
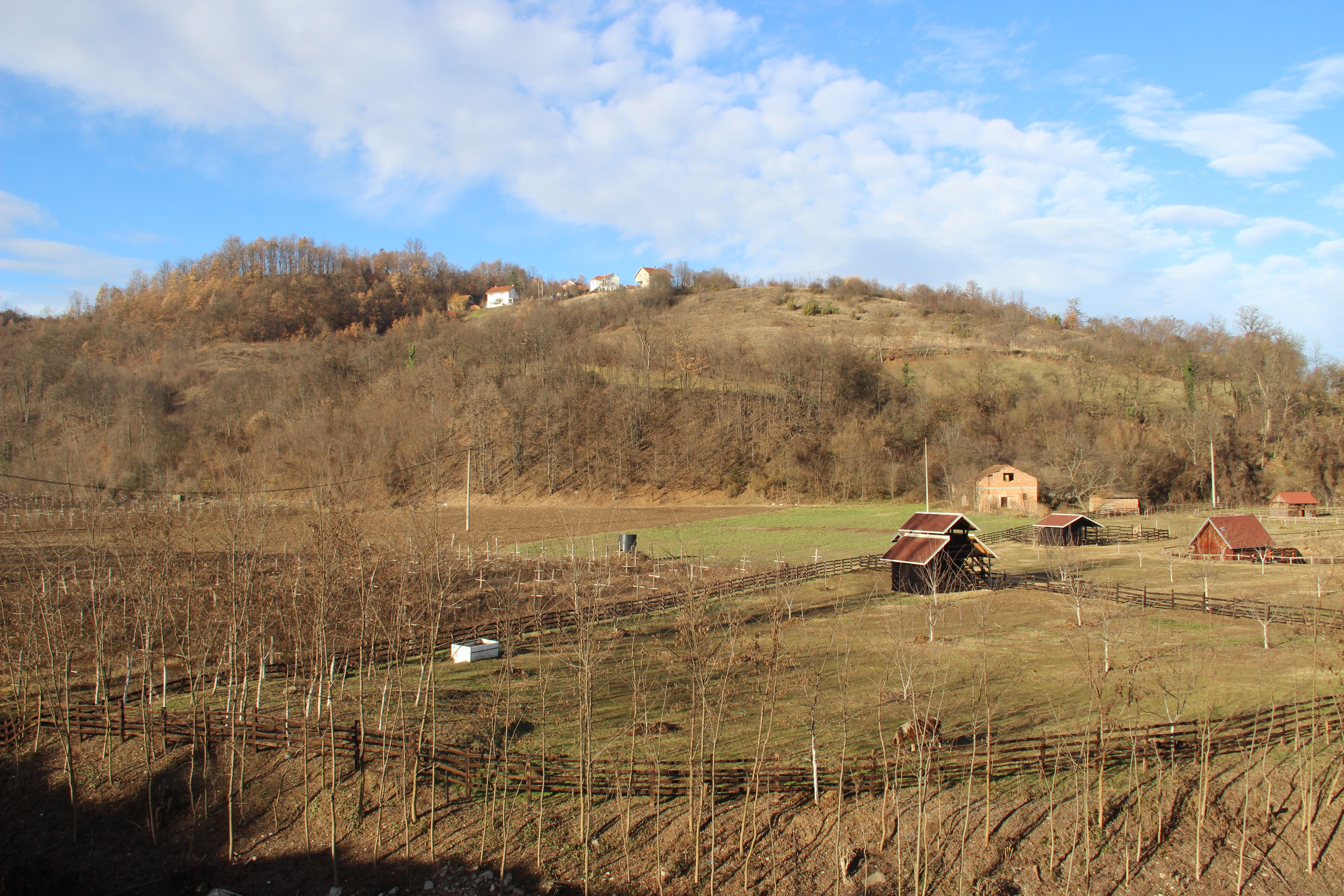
Sedlari - panorama
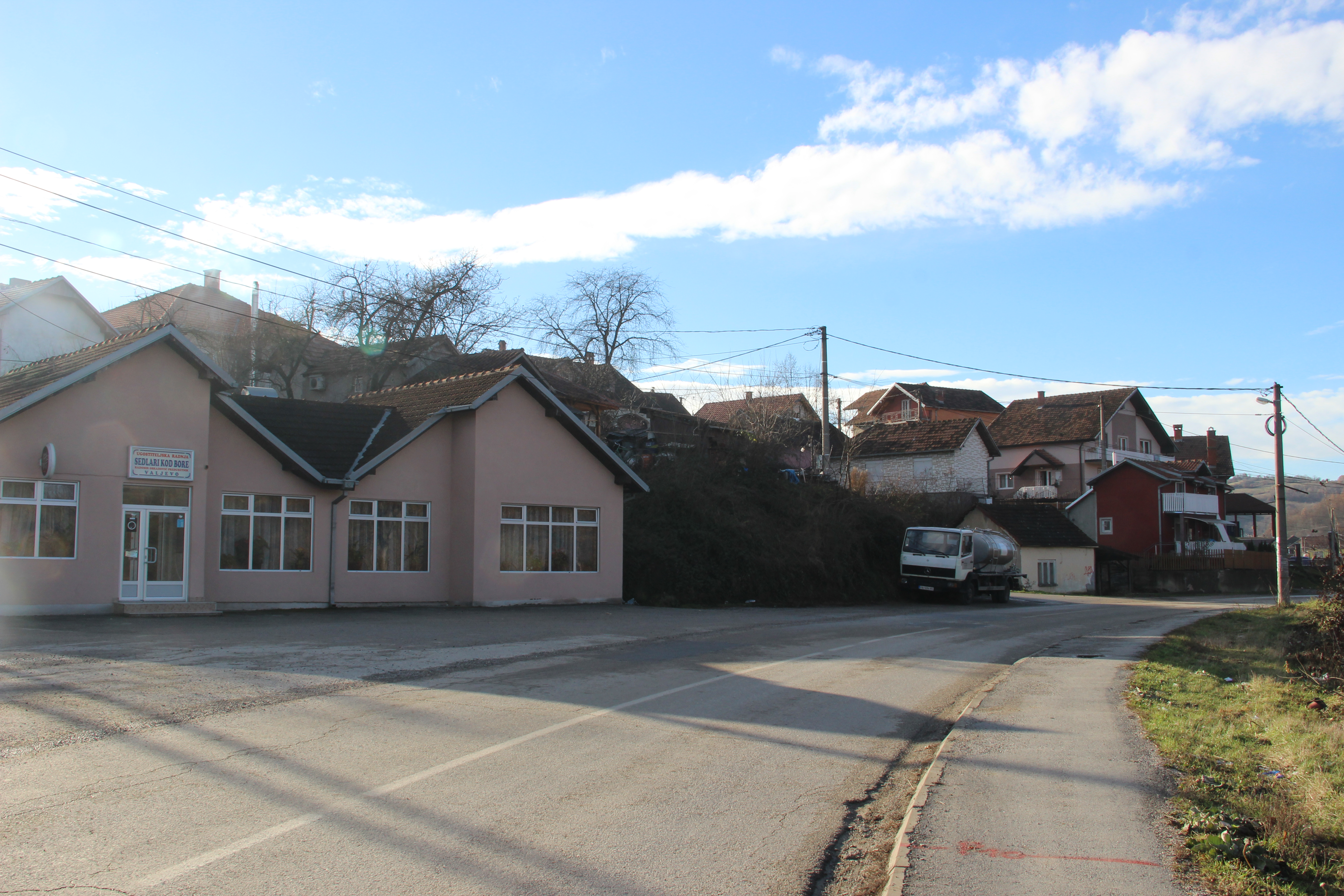
Sedlari - panorama
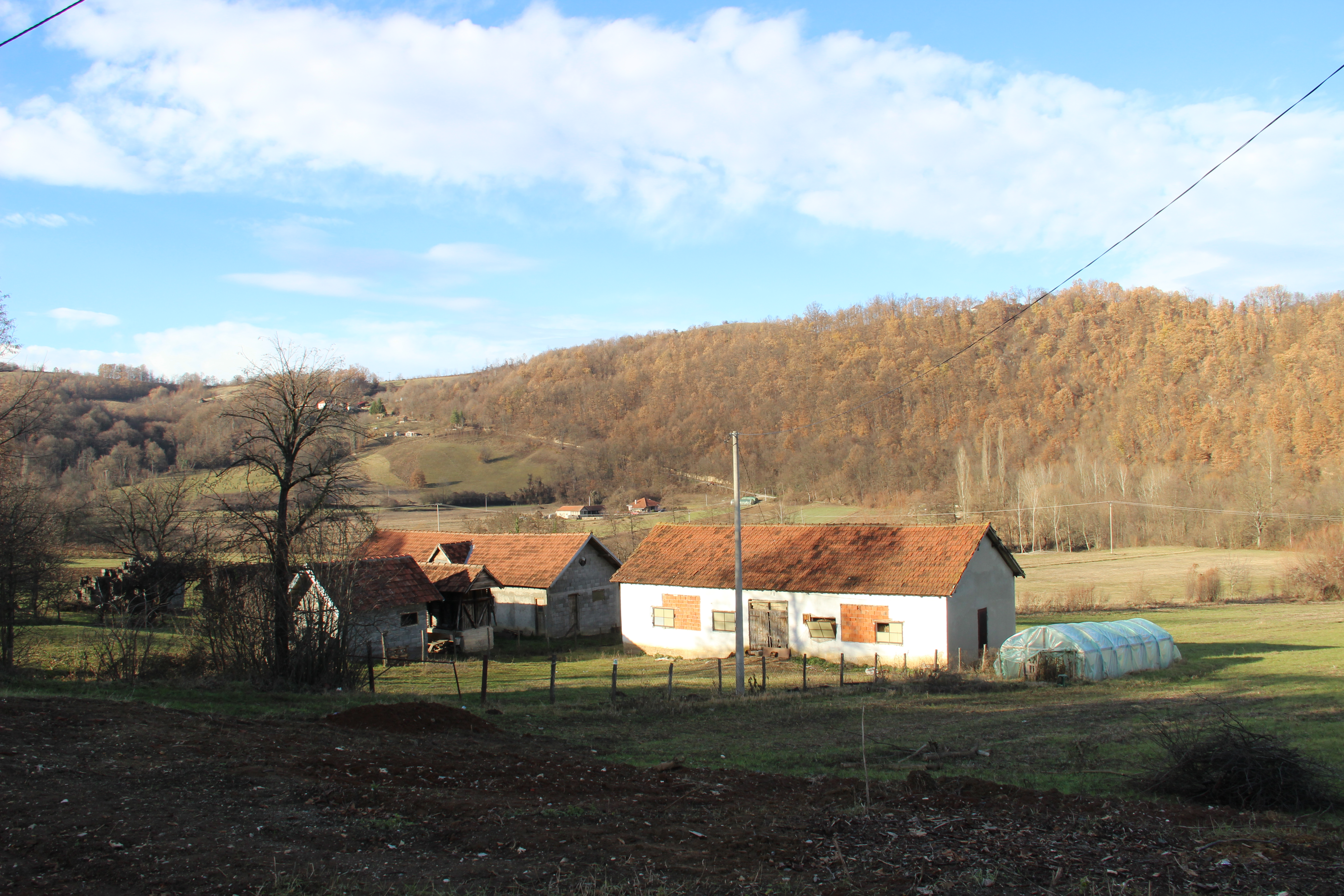
Sedlari - panorama
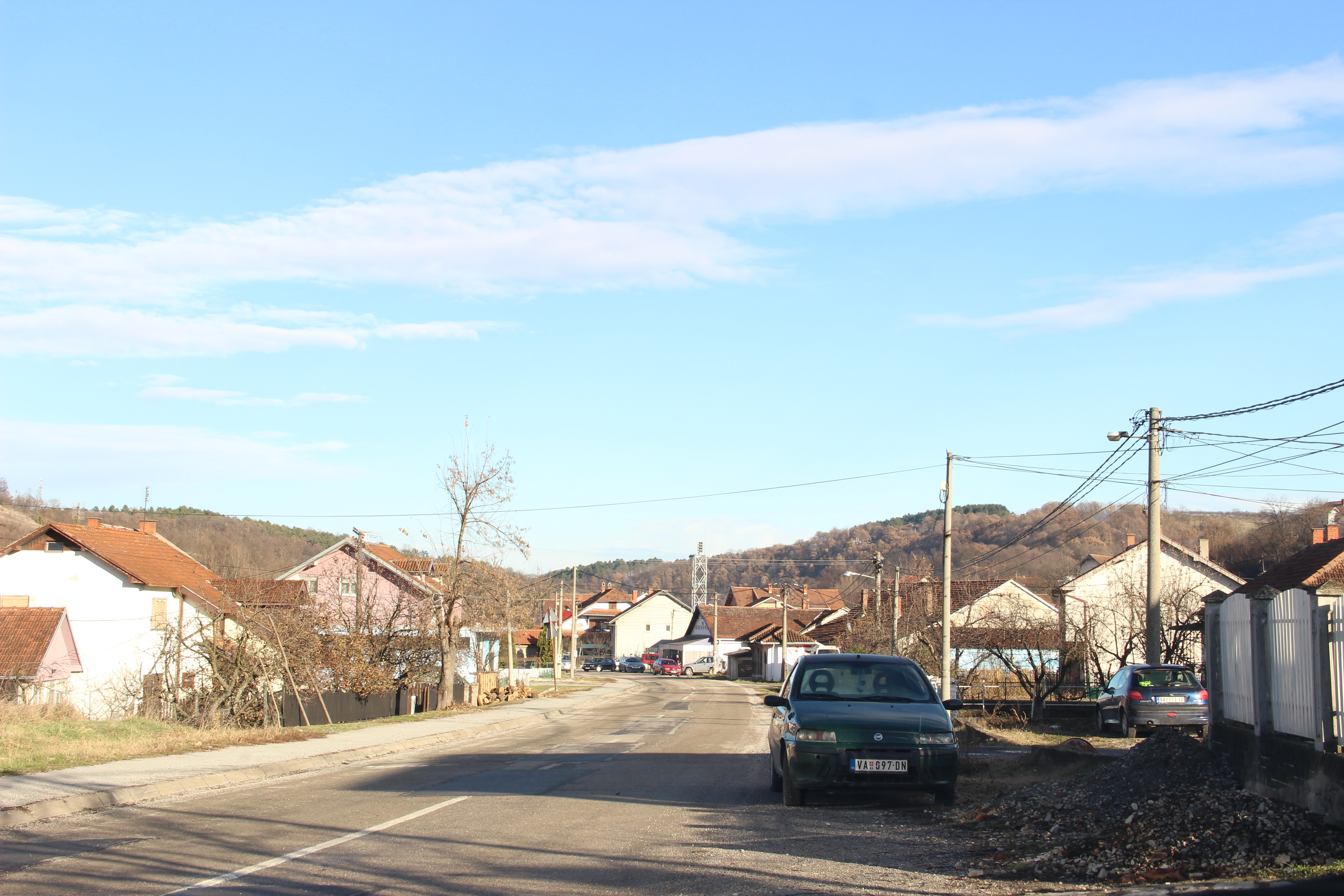
Sedlari - panorama

## Démographie

### Évolution historique de la population
| 1948 | 1953 | 1961 | 1971 | 1981  | 1991  | 2002  | 2011  |
| ---- | ---- | ---- | ---- | ----- | ----- | ----- | ----- |
| 597  | 598  | 771  | 996  | 1 263 | 1 069 | 1 313 | 1 362 |

|  |